# لوسی ووشکووا
لوسی ووشکووا (انگلیسی: Lucie Voňková؛ زادهٔ ۲۸ فوریهٔ ۱۹۹۲) بازیکن فوتبال اهل جمهوری چک است.
از باشگاه‌هایی که در آن بازی کرده‌است می‌توان به باشگاه فوتبال زنان بایرن مونیخ و باشگاه فوتبال اف‌سی‌آر ۲۰۰۱ دویسبورگ اشاره کرد.
وی همچنین در تیم ملی فوتبال زنان جمهوری چک بازی کرده‌است.